# Chesiadodes daedalea
Chesiadodes daedalea là một loài bướm đêm trong họ Geometridae.